# Antoine-François Callet
Antoine-François Callet (Paris, 1741 — Paris, 1823) foi um pintor francês do final do século XVIII que se especializou na pintura de retratos da alta nobreza da época e de alegorias às grandes batalhas e outros acontecimentos da história francesa, com destaque para o período napoleónico. Em 1764 foi galardoado com o prestigioso Prémio Roma da Academia Francesa atribuído à sua obra Cléobis et Biton, cujo estilo e conteúdo mitológico são representativos do curso que tomaria o seu talento e a sua produção pictórica. A sua obra é considerada como precursora do movimento neoclassicista francês da Renascença Antiga que atingiria o seu auge com Jacques-Louis David.